# 822 до н. е.

## Події
З допомогою царя Вавилону Мардук-закір-шумі І Шамшіадад V переміг свого брата Сарданапала і закріпив за собою трон Ассирії. За це йому довелося віддати вавилонські території, захоплені його батьком Салманасаром ІІІ.
Гордій ІІ, легендарний цар Фригії.
Менуа, цар Міліду (тепер Малатья в Туреччині).